# И
И, и は、キリル文字のひとつ。ほぼラテンアルファベットの I に相当するが、I と異なりギリシャ文字の Η（イータ）に由来する文字であり、ラテンアルファベットの H と同系の文字である。かつては H のように書かれていたが、ピョートル大帝によって現在の字形が定められた。

## 呼称
- ウクライナ語：ウィー；非円唇前舌め広めの狭母音
- キルギス語：イー
- ブルガリア語：イ
- ロシア語：イー

## 音素
原則として /i/ およびその類似音を表す。
- ロシア語では軟母音 /i/。
- セルビア語では軟化しない /i/。
- ブルガリア語では /i/。
- ウクライナ語では硬母音 /ɪ/[ɪ]（非円唇前舌め広めの狭母音）を表す。

## アルファベット上の位置
ロシア語・セルビア語の第 10 字母、ウクライナ語・マケドニア語の第 11 字母、ブルガリア語の第 9 字母である。

## Иに関わる諸事項
- ロシア語ではこの文字一文字で英語の『and』と同じ意味の単語である。
- ロシア語では軟音が存在しないж, ш, цの後ろでは/ɨ/と発音される。
- І が10のイー (І десятеричное) と呼ばれるのに対して、И を8のイー(И восьмеричное)と呼ぶことがある。
- ベラルーシ語では用いられない (І を用いる)。
- ラテン文字の N のおどけた形 (鏡文字) として使われることがあり (偽キリル文字) 、例えばナイン・インチ・ネイルズの略称「NIN」はロゴとしては「NIИ」と表記されているが、ЯとRが互いに関係のない文字であるのと同様、ИもNとは本来関係のない文字であり、И は本来はラテン文字では H に相当する文字である (Иと H はいずれもギリシア文字の Η に由来する。NとН は Ν 由来である)。

## 符号位置
| 大文字 | Unicode | JIS X 0213 | 文字参照        | 小文字 | Unicode | JIS X 0213 | 文字参照        | 備考 |
| ------ | ------- | ---------- | --------------- | ------ | ------- | ---------- | --------------- | ---- |
| И      | U+0418  | 1-7-10     | &#x418; &#1048; | и      | U+0438  | 1-7-58     | &#x438; &#1080; |      |

## コード表
| エンコーディング | 登録   | 10進数 コード | 16リッチ コード | 8 コード | バイナリコード    |
| ---------------- | ------ | ------------- | --------------- | -------- | ----------------- |
| Unicode          | 大文字 | 1048          | 0418            | 002030   | 00000100 00011000 |
| Unicode          | 小文字 | 1080          | 0438            | 002070   | 00000100 00111000 |
| ISO 8859-5       | 大文字 | 184           | B8              | 270      | 10111000          |
| ISO 8859-5       | 小文字 | 216           | D8              | 330      | 11011000          |
| KOI 8            | 大文字 | 233           | E9              | 351      | 11101001          |
| KOI 8            | 小文字 | 201           | C9              | 311      | 11001001          |
| Windows 1251     | 大文字 | 200           | C8              | 310      | 11001000          |
| Windows 1251     | 小文字 | 232           | E8              | 350      | 11101000          |

## ノート
- Булич С. К.「И, буква русского алфавита」『ブロックハウス・エフロン百科事典: 全86巻（本編82巻と追加4巻）』（ロシア語）、サンクトペテルブルク: ブロックハウス・エフロン、1890年 - 1907年。
- И, и // Большая российская энциклопедия : [в 35 т.] / гл. ред. Ю. С. Осипов. — М. : Большая российская энциклопедия, 2004—2017.
- Карский Е. Ф. Славянская кирилловская палеография / отв. ред. акад. В. И. Борковский. — 2-е изд., факсимильное. — Л., М. (факс.): Из-во АН СССР; из-во «Наука» (факс.), 1928, 1979 (факс.). — С. 192—193. — 494 с. — 2700 экз.